# Exelmans (metrostation)
Exelmans is een station van de metro in Parijs langs metrolijn 9, in het 16e arrondissement. Het station is vernoemd naar de nabijgelegen Boulevard Exelmans, een van de Boulevards des Maréchaux die de stad Parijs omringen, en deze is op zijn beurt weer vernoemd naar Rémi Joseph Isidore Exelmans, een Napoleontische maarschalk. In het station was tot een grote verbouwing in het begin van de 21e eeuw een tentoonstellinkje te vinden gewijd aan de zanger Claude François die hier in de buurt woonde en stierf als gevolg van een elektrocutie opgelopen bij het vervangen van een lamp in zijn badkamer.
Pont de Sèvres · 
Billancourt · 
Marcel Sembat · 
Porte de Saint-Cloud · 
Exelmans · 
Michel-Ange - Molitor · 
Michel-Ange - Auteuil · 
Jasmin · 
Ranelagh · 
La Muette · 
Rue de la Pompe · 
Trocadéro · 
Iéna · 
Alma - Marceau · 
Franklin D. Roosevelt · 
Saint-Philippe du Roule · 
Miromesnil · 
Saint-Augustin · 
Havre - Caumartin · 
Chaussée d'Antin - La Fayette · 
Richelieu - Drouot · 
Grands Boulevards · 
Bonne Nouvelle · 
Strasbourg - Saint-Denis · 
République · 
Oberkampf · 
Saint-Ambroise · 
Voltaire · 
Charonne · 
Rue des Boulets · 
Nation · 
Buzenval · 
Maraîchers · 
Porte de Montreuil · 
Robespierre · 
Croix de Chavaux · 
Mairie de Montreuil